# Беттінген (Базель-Штадт)
Беттінген (нім. Bettingen BS) — громада  в Швейцарії в кантоні Базель-Штадт.

## Географія
Громада розташована на відстані близько 75 км на північ від Берна, 6 км на схід від Базеля.
Беттінген має площу 2,2 км², з яких на 19,5% дозволяється будівництво (житлове та будівництво доріг), 34,5% використовуються в сільськогосподарських цілях, 45,9% зайнято лісами, 0% не є продуктивними (річки, льодовики або гори).

## Демографія
2019 року в громаді мешкало 1163 особи (+2,7% порівняно з 2010 роком), іноземців було 24,8%. Густота населення становила 522 осіб/км².
За віковим діапазоном населення розподілялося таким чином: 20,6% — особи молодші 20 років, 55,1% — особи у віці 20—64 років, 24,3% — особи у віці 65 років та старші. Було 468 помешкань (у середньому 2,3 особи в помешканні).
Із загальної кількості 488 працюючих 9 було зайнятих в первинному секторі, 13 — в обробній промисловості, 466 — в галузі послуг.